# Morti nel 1373
| Questa pagina contiene informazioni ricavate automaticamente dalle voci biografiche con l'ausilio del template Bio e di un bot. L'aggiornamento è periodico e automatico e ricostruisce completamente la pagina. Se manca una persona in questa lista, sei pregato di non aggiungerla, ma accertati piuttosto che la sua voce biografica contenga il template Bio e che i dati anagrafici siano correttamente compilati. Se il template Bio manca, inseriscilo tu stesso o, in alternativa, metti l'avviso {{tmp\|Bio}} che ne segnala la mancanza. Se i dati riportati sono sbagliati, correggi direttamente la voce biografica; le modifiche saranno visibili in questa lista entro pochi giorni. Per chiarimenti vedi il progetto biografie. La lista contiene solo le 28 persone che sono citate nell'enciclopedia e per le quali è stato implementato correttamente il template Bio. Pagina aggiornata al 18 ago 2025. |

- 16 gennaio - Humphrey di Bohun, VII conte di Hereford, conte (n. 1342)
- 16 maggio - Giovanni I d'Armagnac, nobile francese (n. 1306)
- 5 giugno - Luigi I di Neuchâtel, nobile svizzero (n. 1305)
- 20 giugno - Raimondo di Canillac, arcivescovo cattolico, religioso e cardinale francese
- 17 luglio - Giberto IV da Correggio, politico e condottiero italiano
- 23 luglio - Brigida di Svezia, religiosa e mistica svedese (n. 1303)
- 25 luglio - Magnus II di Brunswick-Wolfenbüttel, nobile tedesco (n. 1324)
- 9 agosto - Ibrahim Shah di Kedah, sultano malese
- 17 agosto - Ambrogio Visconti, condottiero italiano (n. 1344)
- 28 settembre - Guillaume de la Sudrie, cardinale e vescovo cattolico francese
- 16 ottobre - Étienne de Poissy, cardinale e vescovo cattolico francese
- 3 novembre - Giovanna di Valois, principessa francese (n. 1343)
- 6 novembre - John Thoresby, cardinale, arcivescovo cattolico e politico inglese (n. 1295)
- 7 novembre - Jean de Dormans, cardinale e vescovo cattolico francese
- 25 novembre - Guy de Boulogne, cardinale e arcivescovo cattolico francese (n. 1313)
- 11 dicembre - Ugolino Magalotti, religioso italiano
- Elisabetta di Boemia, nobile (n. 1358)
- Oliviero Forzetta, collezionista d'arte italiano
- Robert Le Coq, vescovo cattolico e politico francese (n. 1310)
- Pandolfo II Malatesta, condottiero italiano (n. 1325)
- Giovanni Manfredi, condottiero italiano (n. 1324)
- Allegretto Nuzi, pittore italiano
- Vitale da Bologna, vescovo cattolico italiano
- Costantino VI d'Armenia, sovrano armeno
- Guido d'Incisa, vescovo cattolico italiano
- Ivan Stefan di Bulgaria, sovrano bulgaro (n. 1300)
- Bertrando di Castronovo, arcivescovo cattolico francese
- Ibn Kathir, storico e giurista arabo (n. 1301)